# Offene Methode der Koordinierung
Die offene Methode der Koordinierung (OMK) ist eine Handlungsform der Europäischen Union, mit der diese außerhalb ihrer vom Primärrecht zugebilligten Kompetenzen zur Gesetzgebung politisch tätig werden kann. Die Methode wurde erstmals im Kontext der Initiativen zur europäischen Beschäftigungsstrategie in den 1990er Jahren entwickelt. Im Jahr 2003 wurde mit Art. 137 EG-Vertrag eine Rechtsgrundlage geschaffen. Seit dem Vertrag von Lissabon sind insbesondere Art. 5, Art. 6 und Art. 153 AEU-Vertrag relevant. Wesentliche Instrumente der OMK sind unverbindliche Empfehlungen und Leitlinien der Kommission an die Mitgliedstaaten. Die OMK tritt neben die Gemeinschaftsmethode und die intergouvernementale Methode, die die beiden wichtigsten Beschlussformen der Europäischen Union sind.

## Gründe für die Entwicklung der OMK
Nach dem Prinzip der begrenzten Einzelermächtigung können von der Europäischen Union bindende Rechtsakte nur erlassen werden, wenn die Verträge die Organe der Europäischen Union ausdrücklich dazu ermächtigen. Hat die Kommission oder der Rat das Bedürfnis, in Politikbereiche einzugreifen, in denen die Europäische Union keine Kompetenzen hat, bietet sich der Einsatz der OMK an, die auf verbindliche Rechtsakte weitgehend verzichtet.
Die OMK wurde erstmals mit dem „Weißbuch – Wachstum, Wettbewerbsfähigkeit und Beschäftigung“ der Europäischen Kommission aus dem Jahr 1993 eingeführt. Zu dieser Zeit bestand das politische Bedürfnis, dass die Europäischen Gemeinschaften Maßnahmen gegen die in vielen Mitgliedstaaten zunehmende Arbeitslosigkeit ergreifen. Allerdings fehlten Rechtsgrundlagen für bindende Rechtsakte (insbesondere Richtlinien) der Europäischen Gemeinschaften in diesem Bereich. Daher entschied man sich, ohne ausdrückliche Rechtsgrundlage Maßnahmen zu ergreifen, die für die Mitgliedstaaten keinen zwingenden, sondern nur empfehlenden Charakter haben. Im Vertrag von Amsterdam wurde hierfür nachträglich eine vertragliche Grundlage, die auf den Bereich der Beschäftigungspolitik beschränkt ist, geschaffen. Mit dem Rat von Lissabon im März 2000 und dem von Göteborg im Juni 2001 ist sie auf weitere Politikbereiche ausgedehnt worden. Schwerpunkt ihres Einsatzes blieb allerdings die europäische Sozialpolitik.

## Instrumente der OMK
Das Weißbuch der Europäischen Kommission zu Governance der EU definiert die OMK folgenderweise: „Die offene Koordinierungsmethode wird fallweise angewandt. Sie fördert die Zusammenarbeit, den Austausch, bewährte Verfahren sowie die Vereinbarung gemeinsamer Ziele und Leitlinien von Mitgliedstaaten, die manchmal wie im Falle der Beschäftigung und der sozialen Ausgrenzung durch Aktionspläne von Mitgliedstaaten unterstützt werden. Diese Methode beruht auf einer regelmäßigen Überwachung der bei der Verwirklichung dieser Ziele erreichten Fortschritte und bietet den Mitgliedstaaten die Möglichkeit, ihre Anstrengungen zu vergleichen und aus den Erfahrungen der Anderen zu lernen.“
Es handelt sich damit um Soft Law, das keine unmittelbare Verbindlichkeit besitzt. Allerdings können die eingesetzten Instrumente mittelbar in Richtung einer Vereinheitlichung der politischen Praxis in den Mitgliedstaaten wirken. Die Instrumente im Einzelnen:
- Benchmarks: Die Kommission prüft mit Hilfe der erhobenen Daten, ob die Mitgliedstaaten die in den Leitlinien enthaltenen Ziele erreichen. Hieran sind keine Sanktionen geknüpft (soft law), erreicht ein Land die Ziele aber nicht, wird dies veröffentlicht.
- Empfehlungen: Der Rat gibt auf Vorschlag der Kommission detaillierte unverbindliche Empfehlungen, wie die Ziele erreicht werden können. Die Mitgliedstaaten sind nicht verpflichtet, diesen Empfehlungen zu folgen.
- Gegenseitiges Lernen: Erfahrungen und Gute Praxis werden zwischen den Nationalstaaten ausgetauscht. Staat „A“ kann etwas von Staat „B“ lernen und umgekehrt. Hierzu stellt die Kommission fest, wie die politische Praxis in den einzelnen Mitgliedstaaten aussieht. Die Mitgliedstaaten werden dazu verpflichtet, umfangreich an die Kommission zu berichten.
- Leitlinien: Auf Vorschlag der Kommission legt der Rat der Europäischen Union Leitlinien fest, die die Mitgliedstaaten bei ihrer nationalen Politik berücksichtigen sollen.
- Statistische Vergleiche: Die Kommission erhebt über Eurostat statistische Daten aus dem Politikfeld. Dazu werden den nationalen Statistikämtern Vorgaben gemacht, welche Daten sie in welcher Weise zu erheben haben, um die Vergleichbarkeit zu gewährleisten.

## Anwendungsbereiche der OMK
Die offene Methode der Koordinierung wird außer im Bereich Beschäftigungspolitik u. a. in folgenden Bereichen angewendet:
- im Bereich der Ziele der Europäischen Sozialagenda, die auf diese Methode als Gemeinschaftsinstrument ausdrücklich Bezug nimmt,
- Better Regulation (European Council, Lisbon 2000)
- Education and Training (European Council, Lisbon 2000)
- Enterprise Policy (European Council, Lisbon 2000)
- Information Society (European Council, Lisbon 2000)
- Research and Development (European Council, Lisbon 2000)
- Social Inclusion (European Council, Stockholm 2001)
- Environmental Policy (Gothenburg 2001)
- Health Care/Care for the Elderly (Gothenburg 2001)
- Migration Policy (Commission Communication, July 2001, as a follow-up to 1999 Tampere European Council decision)
- Youth Policy (based on a Commission White Paper, November 2001)
- Pensions (European Council, Laeken 2001)
- Tourism (Council Resolution, May 2002)